# 愛、どうじゃ。恋、どうじゃ。
「愛、どうじゃ。恋、どうじゃ。」（あい、どうじゃ。こい、どうじゃ。）は、1983年8月5日にキャニオン・レコードから発売された研ナオコの32枚目のシングル。規格品番：7A-0299。

## 解説
- 研ナオコ本人が出演した、コーセー化粧品<美粒子ファンデーション>秋のキャンペーン CMソングに起用された[1][2]。
- 作曲を担当した筒美京平の起用は、1972年の『二人で見る夢』以来11年ぶり3曲目。作詞を担当した森雪之丞と、編曲を担当した大村雅朗は、研ナオコの楽曲に初起用された。

## 収録曲
- 全作曲：筒美京平／編曲：大村雅朗

1. 愛、どうじゃ。恋、どうじゃ。
  - 作詞：森雪之丞
2. Lonely Star
  - 作詞：三浦徳子

## メディアでの使用
| # | 曲名                             | タイアップ                                                      | 出典  |
| - | -------------------------------- | --------------------------------------------------------------- | ----- |
| 1 | 「愛、どうじゃ。恋、どうじゃ。」 | コーセー化粧品<美粒子ファンデーション>秋のキャンペーン CMソング | [ 1 ] |